# 张潜 (辽朝)
张潜，辽朝武清县（今天津市武清区）人。
张潜精通《易经》，不愿意做官。他安贫乐道，乡里称颂他的贤德。有人餽赠给他瓜田，他推辞不肯接受。后来在家中病故。